# アイキッズ
アイキッズクリエイティブ株式会社（英文社名：ikids co.,LTD）は、兵庫県神戸市に本社を置く、クロスメディア事業を行っているベンチャー企業である。

## 概要
アイキッズ株式会社は「天使たちの1分間オンステージ」をキャッチコピーに1分ごとに子どもが入れ替わり時刻を知らせるWEBコンテンツキッズ時計、ベビー時計を運営している。
インターネットメディアとリアルメディア（撮影会）を活用し効果的なクロスメディアプロモーションを行うことができる。
また、独自にイメージモデルを選出しており2012年に安生悠璃菜、2015年にクリスティーナ・ピメノヴァ、2016年にケイン・デニスが選ばれている。
韓国、中国、台湾、香港、マレーシア、シンガポール、インドネシア、ロサンゼルス、ハワイ、パリ、ロンドンでも撮影会が開催されている。
2015年キッズ時計公式キャラクター『とけいちゃん』が誕生。
2015年より産科病院での新生児撮影をスタート。2017年より全国の産科病院で本サービスを展開している。

## 沿革
- 2006年5月23日 - 前身の株式会社フィナンシャルセキュリティ383設立
- 2011年11月3日 - 社名をアイキッズ株式会社に変更

## KIDS-TOKEI
「キッズ時計」は「天使たちの1分間オンステージ」というキャッチフレーズのキッズモデルオーディションサービスである。時計というありふれた機能でありながら、1分毎に写真が切り替わるという演出がされている。オーディションとして国内の植物園や公園やハウススタジオで撮影会を実施している。撮影された写真は自動的に差し替えられ、1日24時間で合計1,440枚の画像が表示される。
写真データは親にも提供されるためブログやインスタグラムなどを通じて拡散していく仕組みである。

### タイアップ企業
SNSでの話題性や知名度の上昇により、ナショナルクライアントやアパレルメーカーや映画会社とのタイアップを行っている。
アパレルメーカー
- 株式会社F・Oインターナショナル
- コージィコーポレーション
- B'sインターナショナル
- ジャヴァグループ
- ナルミヤ・インターナショナル

映画会社
- 東宝東和
- 東宝
- 東映
- 東映アニメーション
- ソニー・クリエイティブプロダクツ
- ユニバーサル・ピクチャーズ
- FOX
- ワーナー・ブラザース
- ドリームワークス
- Disney
- 松竹

映画
- それいけ!アンパンマン
- プリキュア
- ポケットモンスター
- きかんしゃトーマス
- ドラえもん
- 妖怪ウォッチ
- かいけつゾロリ
- 仮面ライダー
- NARUTO -ナルト- (アニメ)
- Angry Birds
- アイカツ!
- ひつじのショーン
- クレヨンしんちゃん
- プレーンズ
- 名探偵コナン

写真館
- スタジオアリス

子供向け番組
- beポンキッキーズ

その他
- ドナルド・マクドナルド・ハウス
- ベネッセコーポレーション
- ダイキン工業
- パナソニック
- アフラック
- ダイワハウス
- LAWSON
- サカタのタネ
- 公文
- ボルボジャパン
- 日本トイザらス
- イケアジャパン
- 日本生命

商業施設
- イオンモール
- ららぽーと
- 髙島屋
- イーアスつくば
- 西宮ガーデンズ
- なんばパークス
- イトーヨーカドー
- トイザらス・ベビザらス
- 関西国際空港
- レゴランド(マレーシア)
- イクスピアリ

芸能事務所
- avex
- アミューズ
- EXPG
- 劇団東俳
- テアトルアカデミー

## BABY TOKEI
2014年より0歳から1歳の赤ちゃんのみを対象とするサービスを開始。

### タイアップ企業
アパレルメーカー
- バーニーズジャパン

医療法人
- 葵鐘会 ベルネット

### 関連用語
- クロスメディア
- ページビュー
- ダッシュボード
- ウィジェット
- ガジェット